# 城关街道 (山阳县)
城关街道，是中华人民共和国陕西省商洛市山阳县下辖的一个街道办事处。
2015年，陕西省民政厅批复同意撤销山阳县城关镇，设立城关街道办事处。

## 行政区划
城关街道下辖以下地区：
卜吉河社区、东关社区、西关社区、西河村、南庵村、三里店村、五里桥村、陈家湾村、权家垣村、冯家湾村、桃园村、唐坪村、九岔村、乔蔡村、九寨村、高家沟村、鬲家村、张家垣村、甘沟口村、九子碑村、卜吉沟村、邹家湾村、伍竹园村、土桥村、下河村、东沟村、寨子沟村、下官坊村、和平村、庙沟口村、三合村、杜家河村和龙山村。